# Akronauplia
Akronauplia (gr. Ακροναυπλία – Akronafplia) – wyniosły skalisty cypel, w przeszłości akropol i cytadela miasta Nauplion na Peloponezie.
Około VIII w. p.n.e. powstała tam twierdza o konstrukcji podobnej do mykeńskich, później rozbudowana m.in. przez Bizantyjczyków i Wenecjan. W okresie władzy Normanów część wzgórza położoną bezpośrednio nad miastem zajmował ich zamek, natomiast dalszą część fortyfikacji na cyplu panującym nad wejściem do portu, pozostawiono Grekom. W XIX wieku po odzyskaniu przez Grecję niepodległości istniało tam więzienie, ostatecznie wybudowano istniejący luksusowy hotel górujący nad miastem. Wiodą doń z miasta m.in. schody ruchome, przebite tunelem przez zbocze, jest to także najkrótsza dla pieszych droga w pobliże wierzchołka góry.
Większą część wzgórza, w dalszym ciągu zabudowaną fortyfikacjami weneckimi, tureckimi oraz z okresu II wojny światowej, porasta dziś kaktusowy las opuncji, już sam w sobie stanowiący atrakcję. U podnóża góry zachowały się fragmenty także fortyfikacji miejskich, wraz z ich artylerią. Wokół góry prowadzi nadmorska promenada częściowo tunelem, przebitym w skale. Na szczyt Akronauplii wiedzie droga publiczna, z punktami widokowymi na miasto (wieża zegarowa) oraz na otaczające wody (szczyt góry), zakończona parkingiem.